# Бейли, Джозайя Уильям
Джозайя Уильям Бейли (англ. Josiah William Bailey; 4 сентября 1873, округ Уоррен, Северная Каролина — 15 декабря 1946, Роли) — американский юрист, издатель и политик; являлся редактором газеты баптистов Северной Каролины «Biblical Recorder»; член Демократической партии; сенатор с 1930 по 1946 год, являлся председателем комитета по претензиям и комитета по торговле; в 1937 году стал соавтором «Консервативного манифеста», критиковавшего «Новый курс» президента США Франклина Рузвельта и предлагавшего более умеренные альтернативы. Влиятельный участник неофициальной консервативной коалиции, противостоявшей президенту Рузвельту в Конгрессе.

## Работы
- In defense of the independence of the judiciary : speech of Hon. Josiah W. Bailey of North Carolina in the Senate of the United States (1937).
- The condition of the farmers of North Carolina : the agricultural crisis: is there a way out? : a speech to the Farmers' Union of North Carolina in state convention (1921)